# Wallendorfer See
Der Wallendorfer See ist ein anthropogener See in Sachsen-Anhalt. Er entstand als Bergbaufolgelandschaft auf dem Gebiet der Gemeinde Schkopau im Landkreis Saalekreis zwischen den Ortschaften Burgliebenau und Wallendorf.

## Allgemeines
Der Wallendorfer See liegt in unmittelbarer Nachbarschaft zum Raßnitzer See. Beide Gewässer entstanden als Bergbaufolgelandschaft nach der Einstellung des Braunkohleabbaus aus Restlöchern des Tagebaus Merseburg-Ost (1991).
Die Sanierung wurde 1998 größtenteils abgeschlossen und der See mit Wasser der nahen Weißen Elster geflutet. Der Wasserstand muss auf Dauer künstlich durch Abpumpen geregelt werden. Aufgrund der hier vorkommenden salzhaltigen Kohle wird Salz in das Seewasser eingetragen. Der See grenzt an die Auenwälder der Flussauenlandschaft von Weißer Elster und Luppe an.
Der See wurde 2019 als Badegewässer ausgewiesen und 2022 erstmals eingestuft, und zwar mit der Qualität „ausgezeichnet“.
An der Südseite wurde ein Keltischer Baumkreis angelegt.
Der See ist aufgrund seiner Schichtung ein meromiktisches Gewässer.